# Dâu bầu
Morus cathayana là một loài thực vật có hoa trong họ Moraceae. Loài này được Hemsl. mô tả khoa học đầu tiên năm 1894.